# Инос, Илой
И́лой И́нос (англ. Eloy Inos; 26 сентября 1949, Сайпан, Тихоокеанские острова, США — 28 декабря 2015, Сиэтл, штат Вашингтон, США) — американский государственный деятель, губернатор Северных Марианских островов (2013—2015), член Республиканской партии США.

## Биография
В 1981 г. окончил с отличием Университет Гуама с присвоением степени бакалавра в области бухгалтерского учета. Также изучал в том же учебном заведении управление бизнесом.
Работал в качестве налогового менеджера в ныне несуществующей Подопечной территории Тихоокеанских островов. Затем являлся вице-президентом компании Tan Holdings Corporation, одного из крупнейших производителей одежды в Северных Марианских островах.
Избирался в состав первого муниципального совета Сайпана и Северных Марианских островов, в том числе занимал должность председателя совета (1990—1992).
В 2006—2009 гг. занимал должность министра финансов в администрации Бениньо Фитиала, курировал финансовые дела правительства Северных Марианских островов, включая налогообложение, бухгалтерский учет, казначейство, электронную обработку данных, закупки и таможню.
В 2009—2013 гг. — вице-губернатор Северных Марианских островов. Первоначально был членом Партии договора, которая впоследствии слилась с Республиканской партией. На должность вице-губернатора назначен его предыдущим губернатором Бениньо Фитиалом, так как предшественник на этом посту потому что бывший вице-губернатор Тимоти Виллагамос, после обвинений в мошенничестве подал в отставку. Инос занял пост вице-губернатора и приведен к присяге 1 мая 2009 года, и его назначение было подтверждено Сенатом.
С 2013 до своей смерти 28 декабря 2015 г. занимал пост губернатора Северных Марианских островов.